# Hemiancistrus megalopteryx
Hemiancistrus megalopteryx är en fiskart som beskrevs av Cardoso 2004. Hemiancistrus megalopteryx ingår i släktet Hemiancistrus och familjen Loricariidae. Inga underarter finns listade i Catalogue of Life.